# Sankt Lorenzen bei Knittelfeld
Sankt Lorenzen bei Knittelfeld  är en ort i Sankt Margarethen bei Knittelfeld i distriktet Murtal i förbundslandet Steiermark i Österrike. Sankt Lorenzen bei Knittelfeld var tidigare en självständig kommun, men blev den 1 januari 2015 en del av kommunen Sankt Margarethen bei Knittelfeld.
Kommunen bestod av elva orter (Ortschaften) (inom parentes invånarantal 1 januari 2024):

- Fötschach (31)
- Gottsbach (10)
- Leistach (6)
- Pichl (20)
- Preg (59)
- Preggraben (94)
- Ritzendorf (13)
- Sankt Benedikten (19)
- Sankt Lorenzen bei Knittelfeld (481)
- Schütt (4)
- Untermur (4)